# Amuri e pilu
Amuri e pilu è l'undicesimo album discografico di Otello Profazio, pubblicato in Italia nel 1976.

## Tracce
1. Il ponte
2. La tradizionale calabresella
3. 'A marvizza
4. Vitti la bella mia supra a 'na palma
5. La bella mia
6. La cena della sposa
7. Chi cosa sapiti sunari
8. Catarineddha mia
9. L'aceddhuzzu d'a cummari
10. Pilu pilu
11. Lu cunigliu